# Marcello Adriani
Marcello Adriani, auch Marcello–Virgilio Adriani oder Marcellus Virgilius genannt (* 1464 in Florenz; † 27. November 1521 ebenda) war ein italienischer Humanist und Politiker.

## Leben
Als Nachfolger und Schüler von Angelo Poliziano und Cristoforo Landino war er von 1494 bis 1503 Professor an der Florentiner Universität („Studio Fiorentino“). Von 1498 bis 1521 war er Kanzler der Republik Florenz. Bekannt wurde er durch seine kommentierte Übersetzung des Arzneibuchs von Pedanios Dioskurides.  

## Werke
- Pedacii Dioscoridae Anazarbei de Medica materia libri sex. Interprete Marcello Virgilio Secretario Florentino: Cum eiusdem annotatioonibus … Iunta, Florenz 1518 (Digitalisat). Nach dem „langobardischen Dioscurides.“ 9. Jh., BSB cml 337 (Digitalisat)
  - ΠΕΔΑΚΙΟΥ ΔΙΟΣΚΟΡΙΔΟΥ ΑΝΑΖΑΡΒΕΩΣ, ΠΕΡΙ ὕλης ἰατρικῆς. περὶ δηλητηρίων φαρμάκων / Pedacii Dioscoridae Anazarbei, De medica materia. De letalibus venenis. Johannes Soter, Köln 1529 (Digitalisat)
  - Der Longobardische Dioskorides des Marcellus Virgilius. (Codex latinus Monacensis 337)

Buch 1: Konrad Hofmann und Theodor M. Auracher (Hrsg.), in: Romanische Forschungen. Band 1, 1883, S. 49–105 (Digitalisat)
Buch 2: Hermann Stadler (Hrsg.), in: Romanische Forschungen. Band 10, 1899, S. 181–247 (Digitalisat)
Buch 3: Hermann Stadler (Hrsg.), in: Romanische Forschungen. Band 10, 1899, S. 369–446 (Digitalisat)
Buch 4: Hermann Stadler (Hrsg.), in: Romanische Forschungen. Band 11, 1901, S. 1–121 (Digitalisat)
Buch 5: Hermann Stadler (Hrsg.), in: Romanische Forschungen. Band 13, 1902, S. 161–243 (Digitalisat)
Index: Hermann Stadler (Hrsg.), in: Romanische Forschungen. Band 14.1, 1903, S. 601–636 (Digitalisat)